# Cristaleira
Cristaleira é um móvel em forma de armário envidraçado onde se guardam objetos de cristal, como copos, xícaras, taças, garrafas, dentre outros utensílios relacionados a este universo.

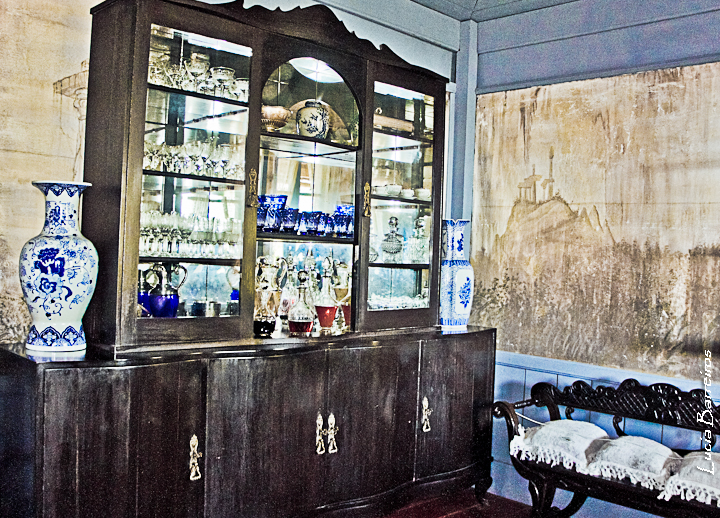
Cristaleira

## História
A cristaleira foi pensada para uma encomenda de Maria I da Inglaterra no século XVII, que pediu a artesãos um móvel que pudesse guardar suas louças que eram oriundas da Holanda. Dado o requinte e luxo que a Coroa Britânica vive e influência uma série de tendências, a cristaleira passou a ser relacionado à luxo e a poder, e as pessoas começaram a consumir o bem de consumo atrelado a uma simbologia de poder.
Os móveis costumam ser grandes, envidraçados e extremamente adornados, geralmente feitos de madeira.

## Atualidade
Atualmente, a cristaleira passou a ter a função de móvel decorativo. O móvel ganhou novas leituras nas últimas décadas, sendo utilizado para guardar outros itens de necessidades de famílias, como CDs, livros, bijuterias e até vestimentas.
Para arquitetos e designers, o móvel passou por uma nova leitura mudando sua concepção através das gerações, se modernizando - até mesmo sendo lançado com menos adornos - e adaptando-se às novas necessidades das famílias.